# LEDA 4603
LEDA 4603(또는 PKS J0116-4722)는 극락조자리에 위치한 전파 은하로, 1964년에 발견되었다.